# Marcus Berrett
Marcus Berrett (* 23. September 1975 in Halifax) ist ein ehemaliger italienisch-englischer Squashspieler.

## Karriere
Marcus Berrett begann seine Karriere Mitte der 1990er-Jahre und gewann im Laufe dieser vier Titel auf der PSA World Tour. Seine beste Platzierung in der Weltrangliste erreichte er mit Rang 37 im Januar 1999. Mit der englischen Nationalmannschaft nahm er 1999 an der Europameisterschaft teil und gewann den Titel. Bei Weltmeisterschaften stand er 1998 und 1999 im Hauptfeld des Einzelwettbewerbs. Dabei erreichte er 1999 das Achtelfinale, in dem er Anthony Hill in drei Sätzen unterlag. Seine letzte Saison auf der World Tour absolvierte er 2005. In der Folge nahm er verschiedene Trainertätigkeiten auf, darunter für die italienische Nationalmannschaft. Für diese war er ab 2009 auch spielberechtigt und nahm in der Folge mit der Mannschaft an den Weltmeisterschaften 2009 und 2011 teil. Ebenso gehörte er von 2010 bis 2015 fünfmal in Folge zum italienischen Kader bei den Europameisterschaften. Von 2011 bis 2013 wurde er außerdem italienischer Meister.

## Erfolge
- Europameister mit der Mannschaft: 1999
- Gewonnene PSA-Titel: 4
- Italienischer Meister: 3 Titel (2011–2013)